# Aero Ae 270 Ibis
Aero Ae270 Ibis je jednomotorový dopravní letoun s kapacitou 8 cestujících vyvinutý konsorciem IBIS Aerospace Ltd. (Aero Vodochody a Aerospace Industrial Development Corporation). Letoun je vybaven motorem Pratt & Whitney Canada PT6A-42A nebo PT6A-66A. V dalších verzích může sloužit též jako nákladní, záchranný a vyhledávací nebo výsadkový.
Postaveny byly 4 letové prototypy a prototyp na lámací zkoušky. Kvůli změnám zadání se vývoj protahoval a prodražoval. Přesto se podařilo Aeru získat letový certifikát. Na rozjezd sériové výroby ale Aero ani AIDC nemělo peníze ani velký zájem. Celý projekt byl ukončen, letové exempláře si rozdělili oba partneři – 2 dostalo Aero (jeden exemplář předalo SŠLVT v Odoleně Vodě pro výcvik leteckých mechaniků), 2 AIDC, nedokončené trupy letadla se nacházejí v muzeu Air park Zruč u Plzně.
Dle sdělení ČIANEWS ze 14. července 2016 Aero Vodochody prodalo nigerijské společnosti COPS Investment kompletní projekt malého dopravního letadla Ae 270. Mluvčí Aera Tereza Vrublová na dotaz ČIANEWS uvedla, že firma do Afriky prodala výrobní plány i celý hardware. Cenu transakce Aero neupřesnilo, počítá však s tím, že se na nigerijském programu bude částečně dál inženýrsky podílet. 

## Specifikace

### Technické údaje
- Osádka: 2
- Kapacita: 8 cestujících
- Délka: 12,23 m
- Rozpětí: 13,82 m
- Výška: 4,78 m
- Nosná plocha: 21,00 m²
- Hmotnost (prázdný): 1 788 kg
- Maximální vzletová hmotnost: 3 300 kg
- Pohonná jednotka: 1 × turbovrtulový motor Pratt & Whitney Canada PT6A-42A s výkonem 634 kW se čtyřlistou vrtulí Hartzell Propeller HC-E4a-3PX/D9511FK o průměru 2438 mm

### Výkony
- Rychlost maximální: 409 km/h
- Rychlost minimální: 113 km/h
- Dostup: 7 620 m
- Dolet: 2 916 km